# Jezioro Zmarłe Duże
Jezioro Zmarłe Duże (kaszub. Zmôrłé Jezoro) – jezioro wytopiskowe położone na Równinie Charzykowskiej w kompleksie leśnym Borów Tucholskich na obszarze Zaborskiego Parku Krajobrazowego i gminy Brusy. Linia brzegowa jeziora jest prawie całkowicie porośnięta lasem sosnowym. W bliskim sąsiedztwie jeziora znajdują się rezerwaty "Jezioro Laska", "Jezioro Nawionek" i Piecki. W jeziorze występuje lobelia jeziorna (Lobelia dortmanna)- roślina jest reliktem borealno-atlantyckim i w Polsce znajduje się pod ścisłą ochroną gatunkową. Szacuje się, że w Polsce znajduje się 178 jezior lobeliowych, które zlokalizowane są głównie na Pojezierzu Pomorskim, w Borach Tucholskich, na Równinie Charzykowskiej i Pojezierzu Kaszubskim

## Dane morfometryczne
Powierzchnia zwierciadła wody według różnych źródeł wynosi od 29,6 ha przez 30,0 ha do 30,92 ha.
Zwierciadło wody położone jest na wysokości 125,9 m n.p.m. lub 124,0 m n.p.m. Średnia głębokość jeziora wynosi 9,3 m, natomiast głębokość maksymalna 19,4 m.
W oparciu o badania przeprowadzone w 1991 roku wody jeziora zaliczono do II klasy czystości.

## Hydronimia
Według urzędowego spisu opracowanego przez Komisję Nazw Miejscowości i Obiektów Fizjograficznych (KNMiOF) nazwa tego jeziora to Jezioro Zmarłe Duże. W różnych publikacjach i na mapach topograficznych jezioro to występuje pod nazwą Zmarłe.